# 十六角形

正十六角形

十六角形（じゅうろくかくけい、じゅうろっかっけい、hexadecagon）は、多角形の一つで、16本の辺と16個の頂点を持つ図形である。内角の和は2520°、対角線の本数は104本である。

## 正十六角形
正十六角形においては、中心角と外角は22.5°で、内角は157.5°となる。一辺の長さが a の正十六角形の面積Sは
{\displaystyle S=4a^{2}\cot {\frac {\pi }{16}}}
{\displaystyle =4a^{2}({\sqrt {2}}+1)({\sqrt {4-2{\sqrt {2}}}}+1)}　となる。
{\displaystyle \cos(2\pi /16)}を有理数と平方根で表すことが可能である。
{\displaystyle \cos {\frac {2\pi }{16}}=\cos {\frac {\pi }{8}}=\cos 22.5^{\circ }={\frac {1}{2}}{\sqrt {2+{\sqrt {2}}}}}

### 正十六角形の作図
正十六角形は定規とコンパスによる作図が可能な図形である。